# (14330) 1981 EG21
A (14330) 1981 EG21 egy kisbolygó a Naprendszerben. Schelte J. Bus fedezte fel 1981. március 2-án.